# No Pressure (Erick Sermon)
No Pressure è il primo album del rapper statunitense Erick Sermon, pubblicato nel 1993 dalla Def Jam.

## Descrizione
| Recensione           | Giudizio |
| -------------------- | -------- |
| AllMusic             | [ 1 ]    |
| Entertainment Weekly | A−       |
| RapReviews           | [ 3 ]    |

Dopo diversi anni di successo in collaborazione con Parrish Smith negli EPMD, il duo si separa in seguito a diversi mesi di conflitti interni. Ne nasce una sorta di rivalità artistica con Smith: Sermon esce subito con un disco solista «coerente», ma che non si distacca troppo dallo stile degli EPMD, anzi è equiparato a un album del duo o considerato una sorta di sequel di Business Never Personal.
Accolto positivamente da pubblico e critica, l'album è un po' più debole dal punto di vista lirico, affrontando una vasta gamma di concetti e ponendosi in temi più hardcore hip hop rispetto al duo. Sermon usa campioni funk per le sue basi musicali.

## Tracce
Tutte le tracce sono prodotte da Erick Sermon, eccetto l'ultima.
1. Intro – 0:34
2. Payback II (feat. Joe Sinistr) – 3:58
3. Stay Real – 3:55 (musica: Sermon, Troutman, Troutman)
4. Imma Gitz Mine – 3:31
5. Hostile (feat. Keith Murray) – 3:38
6. Do It Up – 4:00
7. Safe Sex – 3:43 (musica: Brown, Sermon, Starks, Troutman, Troutman, Wesley)
8. Hittin' Switches – 3:55
9. Intro – 0:10
10. Erick Sermon – 3:18 (musica: Hall, Myers, Sermon, Williams)
11. The Hype – 4:04 (musica: Brockert, Brockert, McGrier, Sermon)
12. Lil Crazy (feat. Shadz of Lingo) – 4:23
13. The Ill Shit (feat. Kam & Ice Cube) – 3:25 (musica: Sermon, Troutman)
14. Swing It Over Here (feat. Keith Murray & Redman) – 2:53
15. Interview – 1:24
16. All in the Mind (feat. Soup) – 3:37

Traccia bonus
1. Female Species – 3:55

## Classifiche

### Classifiche settimanali
| Classifica (1993)         | Posizione raggiunta |
| ------------------------- | ------------------- |
| Stati Uniti               | 16                  |
| US Top R&B/Hip-Hop Albums | 2                   |

### Classifiche di fine anno
| Classifica (1993)         | Posizione raggiunta |
| ------------------------- | ------------------- |
| US Top R&B/Hip-Hop Albums | 86                  |